# فارست ریور

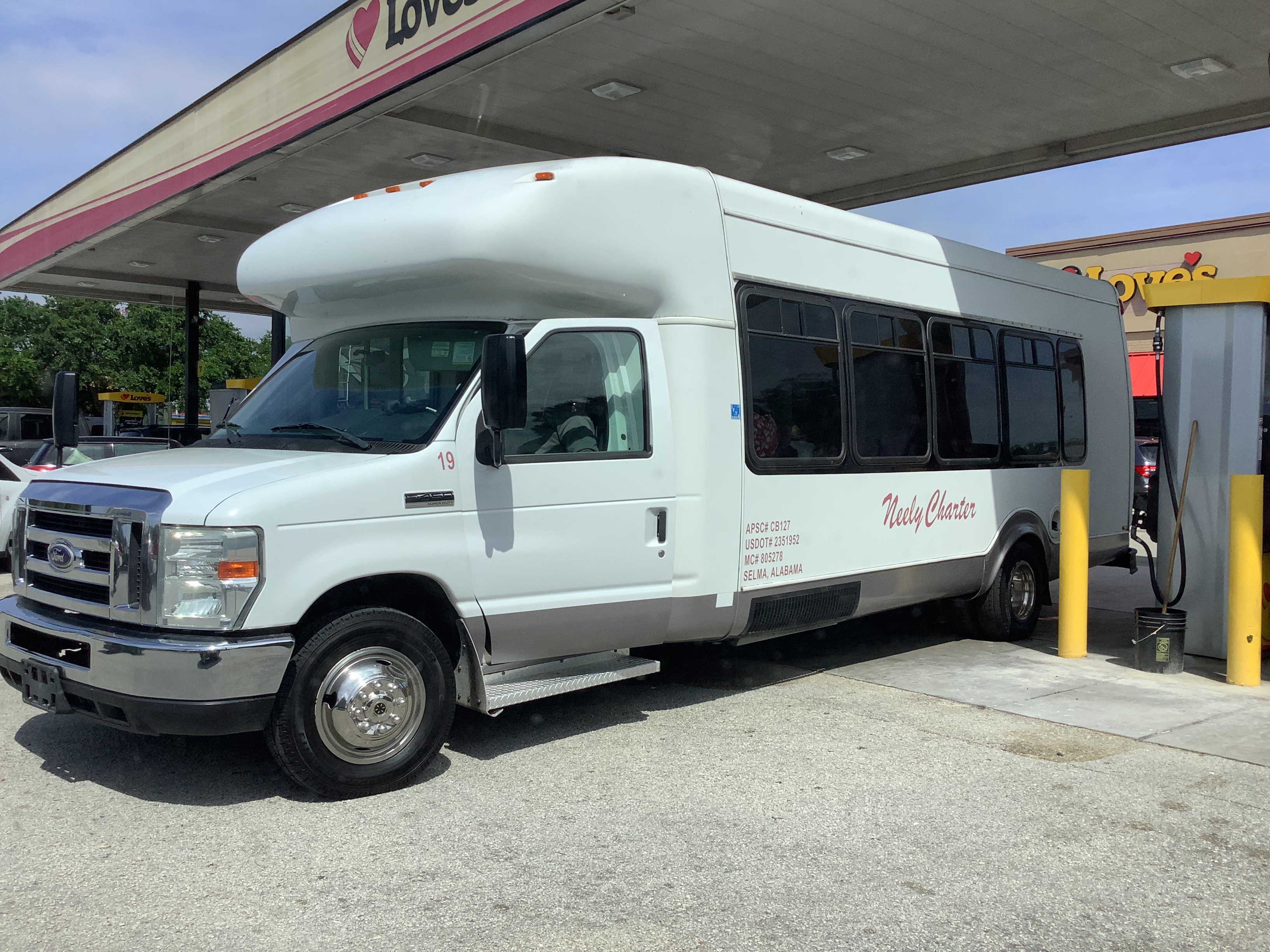
اتوبوس فورد اکونولاین (Neely Charter 19) شرکت

فارست ریور (انگلیسی: Forest River) شرکت کاروان‌سازی آمریکایی است، که در سال ۱۹۹۶ توسط پیتر لیگل تأسیس شد.